# 東日本大学軟式野球選手権大会
東日本大学軟式野球選手権大会（ひがしにほんだいがくなんしきやきゅうせんしゅけんたいかい）とは、かつて行われていた全日本大学軟式野球連盟に所属する連盟のうち東日本地域に属する13連盟の秋季リーグ上位校による大学軟式野球大会。参加各連盟の持ち回り主管で行われる。

## 概要
全日本学生軟式野球連盟が全日本学生軟式野球連盟と全日本大学軟式野球連盟に分裂したことで、以前から行われていた東日本大会も東日本大学軟式野球選手権大会と東日本学生軟式野球選抜大会に分裂した。分裂前の歴代大会は、双方の連盟で共有することになっている。各リーグの上位2チームが出場している。
2021年に全日本大学軟式野球連盟が東日本大学軟式野球選手権大会を終了すると発表し、新たに「全日本大学軟式選抜大会SummerCup」に統一することになったため、東日本大学軟式野球選手権大会は40年幕を閉じた。

## 歴代優勝・準優勝校
- 1980年　第01回　優勝：文教大学（東都）　　　　準優勝：明治大学（東京六）　開催地：東京都
- 1981年　第02回　優勝：文教大学（東都）　　　　準優勝：東京学芸大学（首都）　開催地：東京都
- 1982年　第03回　優勝：東京学芸大学（首都）　　準優勝：文教大学（東都）　開催地：大宮市
- 1983年　第04回　優勝：東北学院大学（東北）　　準優勝：日本体育大学（東都）　開催地：大宮市
- 1984年　第05回　優勝：文教大学（東都）　　　　準優勝：早稲田大学（東京六）　開催地：東京都
- 1985年　第06回　優勝：東京経済大学（東都）　　準優勝：二松学舎大学（東都）　開催地：東京都
- 1986年　第07回　優勝：文教大学（東都）　　　　準優勝：早稲田大学（東京六）　開催地：東京都
- 1987年　第08回　優勝：大東文化大学（首都）　　準優勝：慶應義塾大学（東京六）　開催地：東京都
- 1988年　第09回　優勝：明治大学（東京六）　　　準優勝：慶應義塾大学（東京六）　開催地：東京都
- 1989年　第10回　優勝：日本体育大学（東都）　　準優勝：日本大学商学部（東都）　開催地：東京都
- 1990年　第11回　優勝：日本体育大学（東都）　　準優勝：神奈川大学（南関東）　開催地：東京都
- 1991年　第12回　優勝：慶應義塾大学（東京六）　準優勝：日本大学商学部（東都）　開催地：東京都
- 1992年　第13回　優勝：大東文化大学（首都）　　準優勝：東海大学（南関東）　開催地：戸田市・朝霞市
- 1993年　第14回　優勝：日本体育大学（東都）　　準優勝：日本大学商学部（東都）　開催地：戸田市・朝霞市　※分裂開催開始
- 1994年　第15回　優勝：日本体育大学（東都）　　準優勝：東海大学（南関東）　開催地：船橋市
- 1995年　第16回　優勝：東海大学（南関東）　　　準優勝：関東学園大学（北関東）　開催地：日光市・今市市
- 1996年　第17回　優勝：日本体育大学（東都）　　準優勝：創価大学（首都）　開催地：日光市・今市市
- 1997年　第18回　優勝：早稲田大学（東京六）　　準優勝：大東文化大学（首都）　開催地：日光市・今市市
- 1998年　第19回　優勝：流通経済大学（関東新）　　準優勝：早稲田大学（東京六）　開催地：日光市・今市市
- 1999年　第20回　優勝：中央学院大学（関東新）　準優勝：関東学院大学（南関東）　開催地：日光市・今市市
- 2000年　第21回　優勝：中央学院大学（関東新）　準優勝：日本体育大学（東都）　開催地：日光市・今市市
- 2001年　第22回　優勝：日本体育大学（東都）　　準優勝：青山学院大学（東都）　開催地：日光市・今市市
- 2002年　第23回　優勝：青山学院大学（東都）　　準優勝：日本体育大学（東都）　開催地：日光市・今市市
- 2003年　第24回　優勝：日本体育大学（東都）　　準優勝：青山学院大学（東都）　開催地：日光市・今市市
- 2004年　第25回　優勝：東北学院大学（東北）　　準優勝：日本大学法学部Ⅱ部（関東Ⅱ部）　開催地：日光市・今市市
- 2005年　第26回　優勝：日本大学商学部（東都）　準優勝：白鷗大学（北関東）　開催地：神奈川県

※2006年以降は優勝校のみの記載。
- 2006年　第27回　優勝：日本体育大学（東都）　　開催地：千葉県
- 2007年　第28回　優勝：東北学院大学（東北）　　開催地：千葉県
- 2008年　第29回　優勝：日本体育大学（東都）　　開催地：千葉県
- 2009年　第30回　優勝：神奈川大学平塚校舎（南関東）　　開催地：埼玉県
- 2010年　第31回　優勝：白鷗大学（北関東）　　　開催地：千葉県
- 2011年　第32回　東日本大震災のため中止。
- 2012年　第33回　優勝：神奈川大学平塚校舎（南関東）　　開催地：東京都・神奈川県
- 2013年　第34回　優勝：東京経済大学（東都）    開催地：宇都宮市
- 2014年　第35回　優勝：明治大学（東京六）　　　開催地：佐倉市
- 2015年　第36回　優勝：日本体育大学（東都）　　開催地：さいたま市浦和区
- 2016年　第37回　優勝：白鷗大学（北関東）　　　開催地：さいたま市浦和区
- 2017年　第38回　優勝：日本体育大学（東都）　　開催地：東京都
- 2018年　第39回　優勝：東北福祉大学（東北）　　開催地：千葉県
- 2019年　第40回　優勝：城西国際大学観光学部（東関東）　開催地：神奈川県